# 1886 w sztukach plastycznych
Wydarzenia w sztukach plastycznych i wizualnych w 1886 roku.

## Wydarzenia
- 10 kwietnia w American Art Association w Nowym Jorku otwarto pierwszą amerykańską wystawę impresjonistów[1].

## Malarstwo

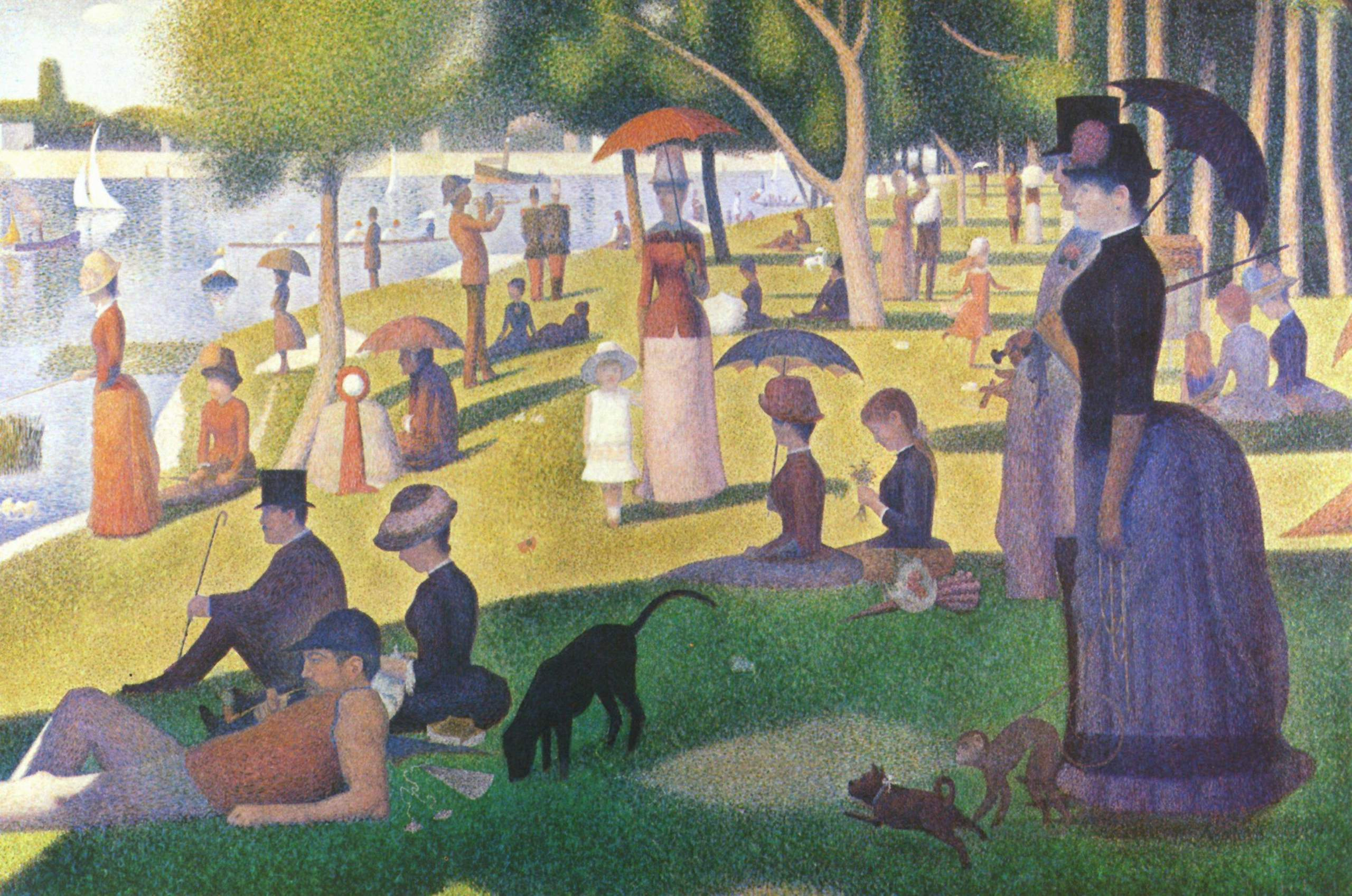
Georges Seurat Niedzielne popołudnie na wyspie Grande Jatte

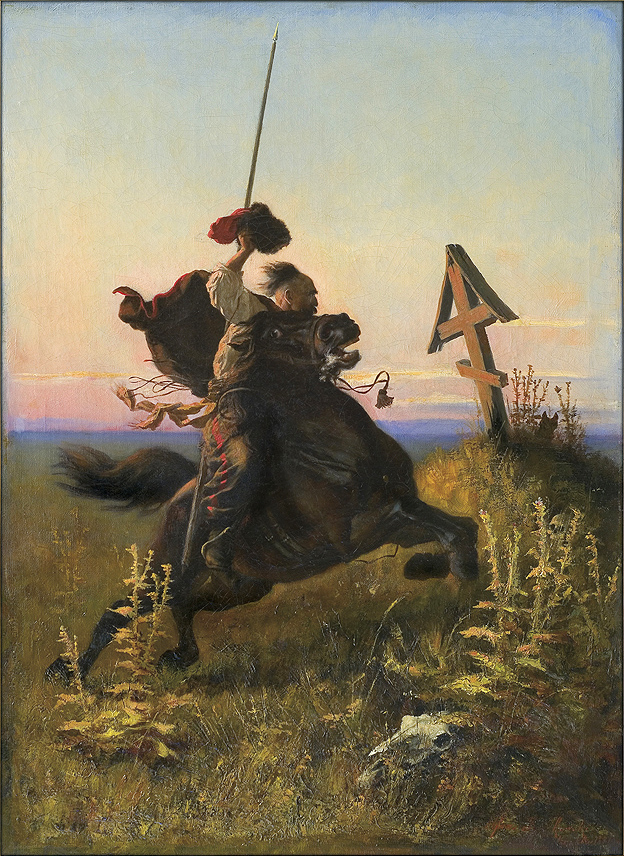
Alfons Dunin Borkowski Kozak w stepie

- Józef Chełmoński

Dropie – olej na płótnie, 66,5x100,5 cm
- Adam Chmielowski

Czarnokozińce nad Zbruczem – olej na płótnie, 32,5x62 cm
- Edgar Degas

Jeźdźcy w deszczu
- Alfons Dunin Borkowski

Kozak w stepie (1881–1886) – olej na płótnie, 72×53 cm
- Julian Fałat

Polowanie na kaczki (ok. 1886) – olej na desce, 22x37 cm
- Vincent van Gogh

Martwa natura z makrelami, cytrynami i pomidorami (lato, Paryż) – olej na płótnie, 39x56,5 cm
Montmartre w pobliżu górnego młyna (jesień, Paryż) – olej na płótnie, 44x33,5 cm
Restauracja z ogródkiem „La Guinguette” na Montmartrze (październik, Paryż) – olej na płótnie, 49x64 cm
- Jan Matejko

Dziewica Orleańska'
Założenie Akademii Lubrańskiego w Poznaniu
- Claude Monet

Skały na Belle-Ile
Burza (Wybrzeże Belle-Ile)
- Georges Seurat

Niedzielne popołudnie na wyspie Grande Jatte – olej na płótnie, 207,5x308,1 cm

## Urodzeni
- Adam Herszaft (zm. 1942), polski grafik, malarz
- Claude Jeanneret (zm. 1979), szwajcarski heraldyk, grafik, ilustrator, twórca ekslibrisów
- 7 lutego – Roman Feliński (zm. 1953), polski architekt i urbanista
- 1 marca – Oskar Kokoschka (zm. 1980), austriacki malarz i grafik
- 4 lipca – Jerzy Hulewicz (zm. 1941), polski teoretyk sztuki, grafik i malarz
- 28 sierpnia – Janina Broniewska (zm. 1947), polska rzeźbiarka i malarka
- 8 grudnia – Diego Rivera (zm. 1957), meksykański malarz, grafik, architekt

## Zmarli
- 18 sierpnia – Zofia Katarzyna Odescalchi (ur. 1821), polska działaczka polityczna, rysowniczka i mecenaska sztuki
- 2 września – Andrzej Grabowski (ur. 1833), polski malarz
- 30 września – Franz Adam (ur. 1815), niemiecki malarz
- 24 listopada – Jean Laurent Minier (ur. 1816), francuski fotograf